# CODA (2021)
CODA is een Amerikaans-Frans-Canadese tragikomediefilm uit 2021, die een horend tienermeisje volgt dat een kind is van dove volwassenen (Engels: child of deaf adults, kortweg CODA). De film werd geschreven en geregisseerd door Sian Heder, met hoofdrollen vertolkt door Emilia Jones als het horende meisje, met Marlee Matlin en Troy Kotsur als haar cultureel dove ouders en Daniel Durant als haar dove broer. De film is een Engelstalige remake van de Franse film La Famille Bélier uit 2014, geregisseerd door Éric Lartigau.

## Verhaal
Ruby Rossi is het enige horende lid van haar anders dove familie. Mensen zoals zij worden ook wel CODA genoemd. Ze vertrouwen op Ruby als tolk en haar rol in het familiebedrijf. Elke dag voor school helpt de 17-jarige haar ouders en broer zodat ze hun visserijbedrijf in Gloucester draaiende kunnen houden. Elke ochtend gaat ze de zee op met haar vader Frank en haar broer Leo in een trawler. Ruby moet ook onderhandelen over hoeveel geld ze voor hun vangst zullen krijgen.
Wanneer Ruby zich bij haar middelbare schoolkoor voegt, ontdekt ze niet alleen haar passie voor zingen, maar voelt ze zich ook aangetrokken tot haar zangpartner Miles. Omdat haar koordirigent Bernardo Villalobos denkt dat ze iets bijzonders hoort in Ruby, moedigt hij haar aan na te denken over een toekomst aan Berklee College of Music in Boston en te stoppen met vissen. Dit brengt de jonge vrouw in een conflict tussen de verantwoordelijkheid voor haar familie en haar droom om zangeres te worden.
Telkens moet ze haar zangleraar teleurstellen omdat ze haar familie moet helpen met hun nieuwe bedrijfsidee. De heer Villalobos geeft echter niet op en vergeeft haar altijd opnieuw. Als Ruby eindelijk met haar familie naar Boston gaat, sluipen haar vader, moeder en broer naar buiten om auditie te doen. Zodat ze begrijpen wat ze zingt, begeleidt ze ineens haar uitvoering van "Both Sides, Now" met Amerikaanse Gebarentaal.

## Rolverdeling
| Acteur        | Personage    |
| ------------- | ------------ |
| Emilia Jones  | Ruby Rossi   |
| Troy Kotsur   | Frank Rossi  |
| Marlee Matlin | Jackie Rossi |
| Daniel Durant | Leo Rossi    |
| John Fiore    | Tony Salgado |
| Kevin Chapman | Brady        |
| Amy Forsyth   | Gertie       |

## Productie
Sian Heder studeerde ongeveer een jaar gebarentaal en het leven van doven om de gebeurtenissen in de film zo realistisch mogelijk te laten lijken. Veel dove personages worden gespeeld door dove acteurs. De regisseur deed ook auditie bij honderden tienermeisjes voordat ze Emilia Jones castte als het horende lid van de dove familie. Jones nam zanglessen en leerde negen maanden Amerikaanse Gebarentaal (Engels: American Sign Language, kortweg ASL) voordat de opnames begonnen.
De opnames vonden plaats in het midden van 2019 in Gloucester, Massachusetts.

## Release
De film ging in première op 28 januari 2021 op het Sundance Film Festival in Park City. Apple verwierf distributierechten voor CODA voor een festivalrecord van $ 25 miljoen. De film is op 13 augustus 2021 uitgebracht in de Amerikaanse bioscoop en via de streamingdienst Apple TV+.

## Ontvangst
Op Rotten Tomatoes heeft CODA een waarde van 96% en een gemiddelde score van 7,90/10, gebaseerd op 245 recensies. Op Metacritic heeft de film een gemiddelde score van 75/100, gebaseerd op 44 recensies.
Tijdens de Oscarceremonie van 2022 won de film drie prijzen: Beste film, Beste mannelijke bijrol en Beste bewerkte scenario.

## Prijzen en nominaties
| Jaar | Prijs                      | Categorie                    | Genomineerde(n)                                                                      | Uitslag     |
| ---- | -------------------------- | ---------------------------- | ------------------------------------------------------------------------------------ | ----------- |
| 2022 | Golden Globe               | Beste dramafilm              | Beste dramafilm                                                                      | Genomineerd |
| 2022 | Golden Globe               | Beste mannelijke bijrol      | Troy Kotsur                                                                          | Genomineerd |
| 2022 | British Academy Film Award | Beste vrouwelijke hoofdrol   | Emilia Jones                                                                         | Genomineerd |
| 2022 | British Academy Film Award | Beste mannelijke bijrol      | Troy Kotsur                                                                          | Gewonnen    |
| 2022 | British Academy Film Award | Beste bewerkte scenario      | Sian Heder                                                                           | Gewonnen    |
| 2022 | Critics Choice Award       | Beste film                   | Beste film                                                                           | Genomineerd |
| 2022 | Critics Choice Award       | Beste mannelijke bijrol      | Troy Kotsur                                                                          | Gewonnen    |
| 2022 | Critics Choice Award       | Beste jonge acteur / actrice | Emilia Jones                                                                         | Genomineerd |
| 2022 | Critics Choice Award       | Beste bewerkte scenario      | Sian Heder                                                                           | Genomineerd |
| 2022 | Academy Award              | Beste film                   | Beste film                                                                           | Gewonnen    |
| 2022 | Academy Award              | Beste mannelijke bijrol      | Troy Kotsur                                                                          | Gewonnen    |
| 2022 | Academy Award              | Beste bewerkte scenario      | Sian Heder                                                                           | Gewonnen    |
| 2022 | Satellite Award            | Beste dramafilm              | Beste dramafilm                                                                      | Genomineerd |
| 2022 | Satellite Award            | Beste actrice in een bijrol  | Marlee Matlin                                                                        | Genomineerd |
| 2022 | Satellite Award            | Beste bewerkt script         | Sian Heder                                                                           | Gewonnen    |
| 2022 | Satellite Award            | Beste filmsong               | Nicholai Baxter, Matt Dahan, Marius de Vries en Sian Heder (voor "Beyond the Shore") | Genomineerd |